# Jorge Teillier
Jorge Teillier (Lautaro, 24 juin 1935 - Viña del Mar, 22 avril 1996) est un poète chilien, créateur et fondateur de la poésie lárique.